# 中国移动
中国移动通信集团有限公司，简称中国移动通信集团、中国移动集团，是中华人民共和国一家从事通信业的特大型中央企业。中国移动在中国内地所有31个省、自治区、直辖市以及香港特别行政区提供全业务通信服务，业务主要涵盖移动话音和数据、有线宽带，以及其他通信信息服务。
中国移动是中国内地最大的通信服务供应商，亦是全球网络和客户规模最大、盈利能力领先、市值排名位居前列的世界级电信运营商。截至2025年6月，中国移动用户总数已达10.04亿户，其中5G网络用户数超过5.99亿户。

## 历史

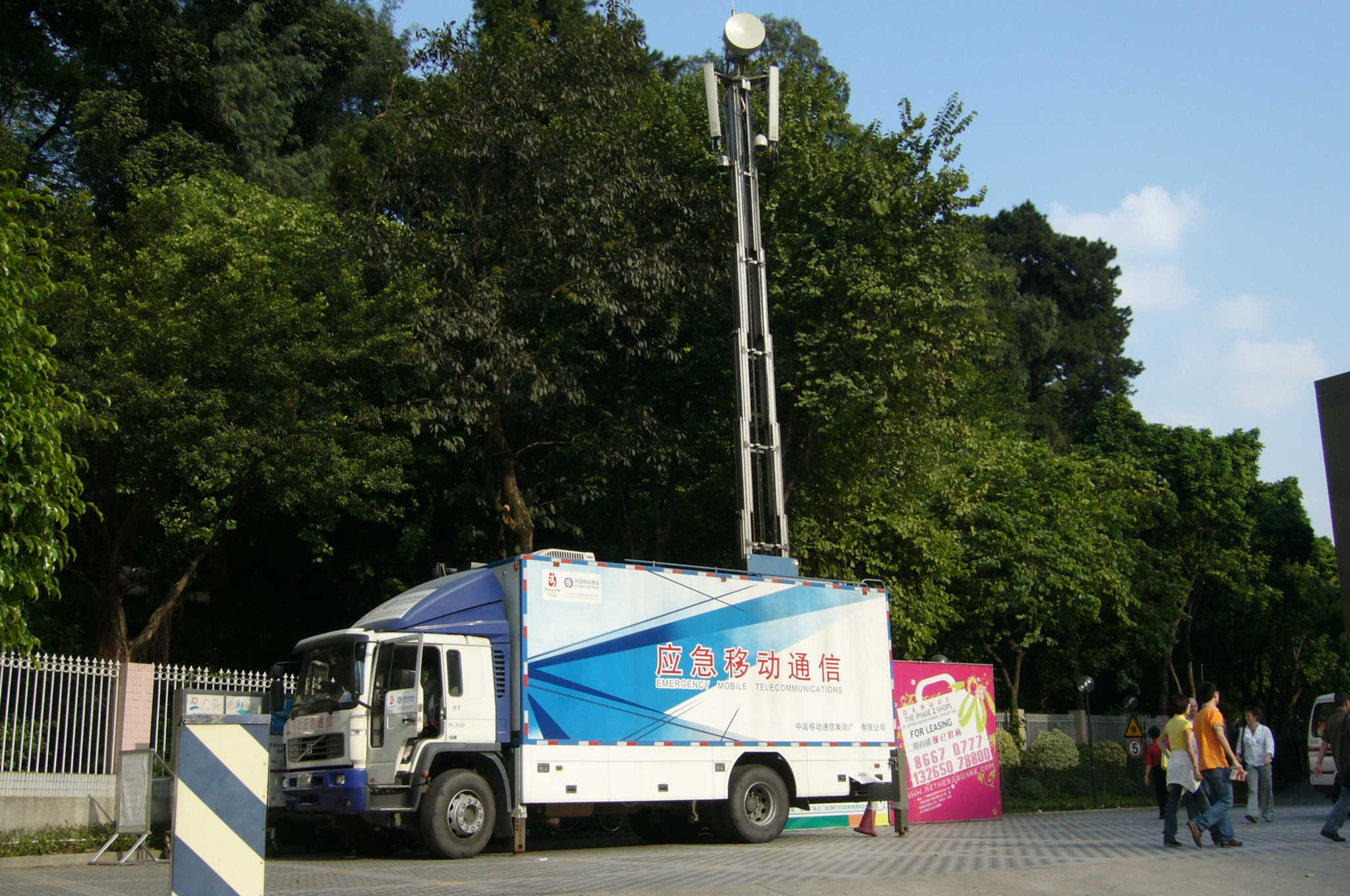
中国移动广州分公司应急信号发射车

### 行业早期发展
1987年11月18日，中国内地第一个模拟移动电话通信网在广东省广州市开通。1993年9月19日，中国内地第一个数字移动电话通信网在浙江省嘉兴市开通。
1994年3月26日，邮电部设邮电部移动通信局和邮电部数据通信局。在地方邮电局内设立移动通信局，以省为单位建立移动网络。1994年10月，中国内地第一个省级数字移动通信网在广东省开通。同年中国联通成立，同样使用GSM网络。
1995年4月，经中央批准，实行邮电政企分开和邮电分营。撤销邮电部电信总局，组建中国邮电电信总局。作为国务院管理的相当于正部级的特大型全民所有制工业企业，进行企业法人登记。同年，邮电部移动通信局牵头，在中国内地建立139号段的GSM网络，网络服务定名为“全球通”。
1996年1月1日“全球通”网络开始在15省联网漫游试运行，至同年9月实现中国内地各省区间联网漫游与部分国家的联网漫游。全球通网络发展速度很快，1997年即突破1,000万用户，1998年则有2,000万用户。
1997年10月, 中国电信将广东、浙江两省移动通信资产注入中国电信（香港）有限公司并在香港联交所、纽约证交所上市，1998年至1999年，中国电信在江苏，河南，福建，海南的移动通信资产也注入中国电信（香港）。

### 集团组建初期
1999年4月底，根据国务院批复的《中国电信重组方案》，移动通信分营工作启动。随后成立“中国移动通信集团筹备组”。2000年4月20日，经国务院批准，以中国电信集团移动通信呼叫中心（前身为邮电部移动通信局）、中国电信（香港）有限公司（主要资产为广东，浙江等六省移动通信网）为基础，组建中国移动通信集团有限公司，作为由国务院国资委履行出资人职责的国有独资特大型企业集团。由此，原先归属于中国电信品牌下的“全球通”也被移交给中国移动通信作为高端用户品牌。
2007年1月22日，中国移动通信集团公司宣布收购米雷康姆（Millicom）公司控股的巴基斯坦巴科泰尔（Paktel）公司，并于2007年5月16日正式完成对该公司的全额收购；该公司于2007年5月4日改名为CMPak有限公司（中文名称：“辛姆巴科公司”）。
2007年6月18日，从1996年起设立的中国移动通信服务热线1860/1861在全国31省（自治区、直辖市）统一升位，变更为10086。
2008年5月23日，中国移动通信集团公司发布通报，中國鐵通集團有限公司并入中国移动通信集团公司，成为其全资子公司。
2009年1月7日，中国工业和信息化部正式向中国移动通信集团公司颁发基于TD-SCDMA规格的第三代移动通信（3G）营业执照。
2010年7月14日，中国移动门户网站自2010年7月15日起正式启用 www.10086.cn 作为新域名，原 www.chinamobile.com 域名仍然有效。
2013年11月7日中國移動北京分公司在網站上公布，从11月7日起正式開售支持TD-LTE網絡的4G手機。這使中國移動成為中國三大電信運營商中首家開始公開售賣4G手機的電信公司。2013年12月4日，中国工业和信息化部向中国移动颁发了基于TD-LTE制式的第四代移动通信（4G）营业执照。
2014年7月18日，經國務院同意、國資委批准，中國移動集团、中國聯通集团和中國電信集团等三家電信企業聯合出資100億元，組建成立了中国铁塔股份有限公司。中國移動集团、中國聯通集团和中國電信集团分別持有40.0%、30.1%和29.9%的股權。

### 公司制改革后
2017年12月25日，中国移动集团发布消息称，公司完成公司制改制，企业类型由全民所有制企业变更为国有独资公司，企业名称由“中国移动通信集团公司”变更为“中国移动通信集团有限公司”，企业原有业务、资产、资质、债权债务均由改制后的中国移动通信集团有限公司承继。
2018年4月3日，中国工业和信息化部向中国移动颁发了基于FDD-LTE制式的第四代移动通信（4G）经营许可证。
2018年12月10日，中国工业和信息化部向中国移动颁发了5G系统试验频率使用许可，中国移动获得2600MHz和4900MHz频段试验频率使用许可。2019年6月6日，中国工业和信息化部向中国移动发放5G商用牌照。中国移动率先在杭州、上海、广州、苏州、武汉5个城市开展5G试点。
2019年11月14日, 廣東省人民政府與中國移動通信集團簽署《打造5G領先網絡賦能廣東數字經濟戰略合作框架協議》，共促信息產業發展和智慧廣東建設。
2019年12月30日，中移動表示正在實施5G+計劃，推動5G融入百業、服務大眾，利用科學部署5G競品網絡，將在50個以上城市正式提供5G商用服務，累計開通超過5萬個5G基站，為全國所有地級市以上城市提供5G商用服務。据中国移动公布的2020年7月份运营数据，截至2020年7月末，其5G套餐客户数累计达8,405.7万户。
2020年11月，时任美国总统唐纳德·特朗普發布行政命令，禁止任何美國公司或個人持有美國國防部列為與中國人民解放軍有聯繫的公司的股份，其中包括中國移動。2020年12月31日，紐約證券交易所宣布將於2021年1月7日至11日暫停中國移動、中國電信、中國聯通的交易並啟動退市，導致股價下跌。 1月4日，退市決定突然被撤銷；兩天後，紐交所表示將繼續進行退市。1月11日，紐約證券交易所把中國移動的美國預托證券（前紐交所上市編號：CHL）除牌。據該公司官方微博稱，退市後，該公司宣布決定在上海證券交易所上市，融資至多88億美元。2022年3月，美國聯邦通信委員會將中國移動美國子公司中國移動國際美國公司認定為國家安全威脅。

## 机构设置
根据有关规定，中国移动集团设置（控股）下列机构（企业）：

### 内设机构
- 办公室（董事会办公室）
- 发展战略部
- 法律与监管事务部
- 计划建设部
- 财务部
- 人力资源部
- 市场经营部
- 客户服务部
- 网络部
- 技术部
- 内审部
- 党组办公室（党群工作部、直属党委）
- 中央纪委国家监委驻中国移动集团纪检监察组
- 巡视工作办公室
- 工会
- 中国移动慈善基金会执行机构

### 直属（控股）企业
- 中国移动（香港）集团有限公司（中国移动有限公司）
- 中国铁通集团有限公司
- 辛姆巴科公司
- 中移资本控股有限公司
- 中国移动通信集团有限公司研究院
- 中国移动通信信息安全管理与运行中心
- 中国移动国际有限公司
- 咪咕文化科技有限公司

### 分支机构
- 中国移动通信集团有限公司北京分公司
- 中国移动通信集团有限公司上海分公司
- 中国移动通信集团有限公司天津分公司
- 中国移动通信集团有限公司重庆分公司
- 中国移动通信集团有限公司河北分公司
- 中国移动通信集团有限公司山西分公司
- 中国移动通信集团有限公司吉林分公司
- 中国移动通信集团有限公司辽宁分公司
- 中国移动通信集团有限公司黑龙江分公司
- 中国移动通信集团有限公司陕西分公司
- 中国移动通信集团有限公司甘肃分公司
- 中国移动通信集团有限公司青海分公司
- 中国移动通信集团有限公司山东分公司
- 中国移动通信集团有限公司福建分公司
- 中国移动通信集团有限公司浙江分公司
- 中国移动通信集团有限公司河南分公司
- 中国移动通信集团有限公司湖北分公司
- 中国移动通信集团有限公司湖南分公司
- 中国移动通信集团有限公司江西分公司
- 中国移动通信集团有限公司江苏分公司
- 中国移动通信集团有限公司安徽分公司
- 中国移动通信集团有限公司广东分公司
- 中国移动通信集团有限公司海南分公司
- 中国移动通信集团有限公司四川分公司
- 中国移动通信集团有限公司贵州分公司
- 中国移动通信集团有限公司云南分公司
- 中国移动通信集团有限公司内蒙古分公司
- 中国移动通信集团有限公司新疆分公司
- 中国移动通信集团有限公司宁夏分公司
- 中国移动通信集团有限公司广西分公司
- 中国移动通信集团有限公司西藏分公司
- 中移在线服务有限公司（中国移动通信集团有限公司在线服务分公司）
- 中移信息技术有限公司（中国移动通信集团有限公司信息技术分公司）
- 中移电子商务有限公司
- 中国移动通信集团有限公司政企客户分公司

## 业务

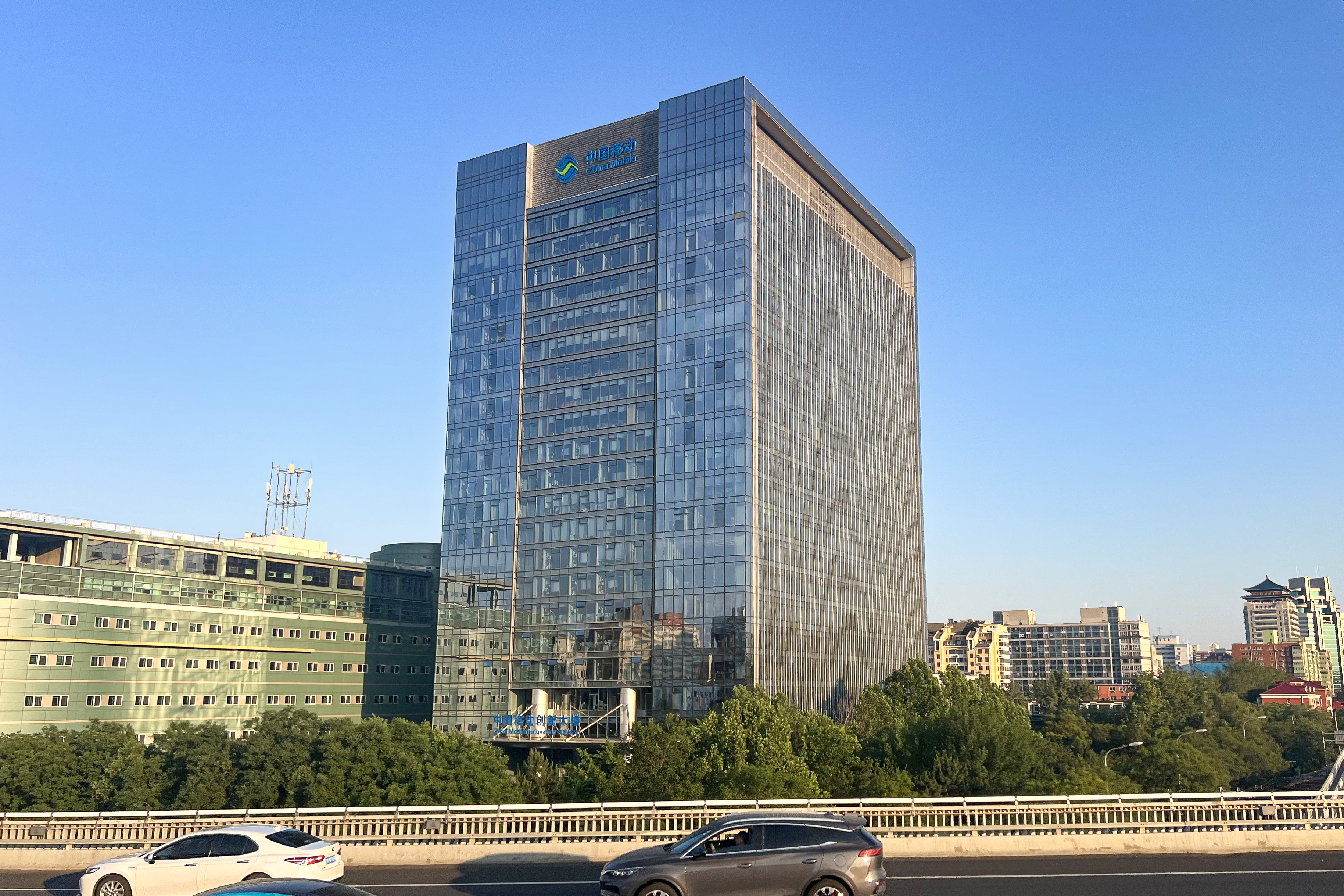
中国移动创新大楼

中国移动通信的业务范围包括基于GSM／GPRS／EDGE（2G）、LTE（TD-LTE、LTE-FDD）／LTE-A（4G）、NR（5G）规格的移动通信业务以及其旗下子公司中移铁通经营的固话及宽带业务。在中国大陆地区由中国移动通信提供服务的移动电话号码以134(0-8)、135、136、137、138、139、147、150、151、152、157、158、159、178、182、183、184、187、188、198开头，LTE／LTE-A（4G）、5G数据卡接入为147号段。另外还有用以支持虚拟运营商的170（3、5、6）号段。
目前中国移动集团的经营范围包括中国大陆、香港、巴基斯坦、英国等地。中国移动集团提供下列服务：
- LTE／LTE-A（4G）、NR（5G）：
  - CMNET：主要是为PC、笔记本电脑、PDA等利用数据上网服务。範圍覆蓋達全中國各地區。
  - CMWAP：范围覆盖达全中国各地区。与CMNET最大的区别在于CMWAP仅能通过 HTTP 代理服务器 10.0.0.172:80 提供有限的互联网服务（仅包括 HTTP 等）。
- WLAN
  - CMCC：主要面向手机客户提供WLAN自动认证上网服务；
  - CMCC-WEB：主要面向为电脑、PAD等终端提供WLAN上网服务
  - CMCC-EDU：主要面向校園WLAN

### 无线电频带
| 网络类型 | 制式    | 服务频段 (MHz)      | 所属工作频段 (MHz)          | 所属工作频段号 | 所属频段通用名称 | 当前状态 | 简介                                                                         |
| -------- | ------- | ------------------- | --------------------------- | -------------- | ---------------- | -------- | ---------------------------------------------------------------------------- |
| 2G       | GSM     | 899–904 944–949     | 876–915 921–960             | 0–124          | E-GSM-900        | 退网中   | GSM主要频段 用于基础通讯                                                     |
| 2G       | GSM     | 1730–1735 1825–1830 | 1710.2–1784.8 1805.2–1879.8 | 512–885        | DCS              | 退网中   | GSM辅助频段，原用于高话务密度区覆盖                                          |
| 4G       | LTE-FDD | 1710–1730 1805–1825 | 1710.2–1784.8 1805.2–1879.8 | Band 3         | DCS              | 服务中   | LTE-FDD主力频段                                                              |
| 4G       | LTE-FDD | 889–899 934–944     | 880–915 925–960             | Band 8         | P-GSM-900        | 服务中   | LTE-FDD主力覆盖频段                                                          |
| 4G       | LTE-TDD | 2010-2025           | 2010-2025                   | Band 34        | IMT              | 改置中   | TD-LTE辅助部署频段 原TD-SCDMA利旧，即将改置用于5G NTN天地直连 频段称呼Band A |
| 4G       | LTE-TDD | 1885–1915           | 1880–1920                   | Band 39        | DCS-IMT gap      | 服务中   | TD-LTE主力覆盖频段 频段称呼Band F                                            |
| 4G       | LTE-TDD | 2320–2370           | 2300–2400                   | Band 40        | WCS              | 升级中   | 仅用于室内覆盖待定改置 也叫Band E                                            |
| 4G       | LTE-TDD | 2615–2675           | 2496–2690                   | Band 41        | IMT-E            | 服务中   | TD-LTE主力频段 称呼Band D                                                    |
| 5G       | NR      | 703–733 758–788     | 703–743 758–798             | Band n28       | APT              | 服务中   | 农村地区部署，与中国广电共建共享                                             |
| 5G       | NR      | 2515–2615           | 2496–2690                   | Band n41       | BRS/EBS          | 服务中   | 主力频段                                                                     |
| 5G       | NR      | 4800-4900           | 4400-5000                   | Band n79       | C band           | 服务中   | 辅助频段 热点部署                                                            |

### 品牌口号
- 公司口号：“沟通从心开始”，“移动信息专家”，“正德厚生 臻于至善”，“移动改变生活”
- 全球通：“我能！”
- 动感地带：“我的地盘听我的！”，“我的地盘，3G生活听我的！”
- 神州行：“轻松由我，神州行！”，“神州行，我看行！”
- G3：“G3，引领3G生活”
- 动力100：“释放信息的力量”
- and!和：“快人一步”，“和4G，心互联”，“4G+，和更佳”
- 5G⁺⁺：“未来无限可能”

## 中国移动有限公司
中国移动有限公司，简称中国移动、中移动或移动，是中国移动通信集团有限公司控股的上市企业。中国移动于1997年9月3日成立，前身是中国移动（香港）有限公司。
中国移动注册资本为518亿元人民币，截至2016年12月31日，资产规模15,210億元人民币，負債總額5,389億元人民币，資產負債率35.4%。
中国移动拥有全球第一的移动通信网络规模和客户规模，截至2018年底，中国移动擁有9.2億移動客戶及1.5亿有綫寬帶客戶，在中国的移动通信市场占有率达到了60%以上。中国移动连续多年入选《财富》杂志世界500强企业，2013年排名为第71位，曾是北京2008年奥运会合作伙伴和2010年上海世博会的全球合作伙伴。
中国移动通信集团有限公司通过其全资拥有的中國移動（香港）集团有限公司持有中国移动有限公司（前稱中國電訊）的72.72%股权。中国移动有限公司在中国境内的31个省、直辖市、自治区主要经营移动语音、数据、IP电话和多媒体业务，拥有“全球通”、“And!和”和“5G⁺⁺”等品牌，并具有互联网国际联网单位经营权和国际出入口局业务经营权，还提供传真、数据IP电话等增值业务。中国移动有限公司在香港和纽约上市（港交所：0941），目前是中国在境外上市公司中市值最大的公司之一。根據福布斯的資料顯示，中國移動有限公司是在香港註冊的公司中市值最高的一間。
2018年6月20日，中国移动在纽约股市市值达到1820亿美元，成为目前全球市值最大的电信运营商。2008年5月23日，中国移动通信集团公司通报，中国铁通集团有限公司并入中国移动通信集团有限公司，成为其全资子企业。随着中国移动对中国铁通的兼併重组，中国通信業界史上最大规模的重新整合也随之展开。在2015年12月31日中国移动对中国铁通的资产核查完成之前，中国铁通曾保持相对独立运营。

### 历史
1997年9月3日，以广东移动通信有限责任公司和浙江移动通信有限责任公司为基础成立中国电信（香港）有限公司，注册地为香港。1997年10月22日和23日，中国电信（香港）有限公司在美国纽约证券交易所和香港联合交易所上市。
1998年1月27日，中国电信（香港）有限公司股票成为香港恒生指数成份股。1998年6月4日，中国电信（香港）有限公司正式完成对江苏移动通信有限责任公司的收购。1999年11月12日，中国电信（香港）有限公司正式完成对福建、河南、海南等三省移动通信网络资产的收购。
2000年4月20日，中国移动通信集团公司成立，中国电信（香港）有限公司为其全资拥有的子公司。
2000年6月28日，中国电信（香港）有限公司更名为中国移动（香港）有限公司。
2000年11月13日，中国移动（香港）有限公司正式完成对北京、上海、天津、河北、辽宁、山东、广西等七省（自治区、直辖市）移动通信网络资产的收购。2002年7月1日，中国移动（香港）有限公司正式完成对安徽、江西、重庆、四川、湖北、湖南、陕西、山西等八省（直辖市）移动通信网络资产的收购。2004年7月1日，中国移动（香港）有限公司正式完成对内蒙古、吉林、黑龙江、贵州、云南、西藏、甘肃、青海、宁夏、新疆等十省（自治区、直辖市）移动通信网络资产的收购，以及对中国移动通信有限公司、京移通信设计院有限公司的全额收购，从而成为第一家在中国内地所有三十一省（自治区、直辖市）经营电信业务的海外上市中国电信企业。
2000年Vodafone斥資25億美元購入2.5%權益，成為中国移动（香港）有限公司策略股東，每股平均作價48元。2002年7月斥資7.5億美元增持，每股平均作價 24.72元。
2005年11月10日，中国移动（香港）有限公司宣布全额收购香港移动电讯商PEOPLES（华润万众电话有限公司），该项收购及该公司的私有化于2006年3月28日正式完成，该公司後改名为中国移动万众电话有限公司，为中国移动（香港）有限公司全资拥有的子公司。
2006年5月29日，经香港公司注册处批准，中国移动上市公司名称由“中国移动（香港）有限公司”改为“中国移动有限公司”。
2009年4月30日，將以每股40元新台幣認購遠傳私募新股4.44億股入股台灣遠傳電信，持股比例12%。斥資177.7億元新台幣。2010年3月10日中国移动全資附屬公司廣東移動已於浦發銀行簽訂股份認購協議，以每股18.03元人民幣，398億元人民幣（約452.55億港元）現金，認購浦發行發行約22.1億股A股新股。交易完成後，中國移動將通過全資附屬公司廣東移動持有浦發銀行 20%股權，並成為浦發銀行第二大股東。
2010年9月8日 Vodafone以每股79.2港元，出售持有3.2%或6.42億股中國移動股份，股權套現517億元。
2011年2月22日，与新华通讯社合作推出“盘古搜索”，定位是“国家级搜索引擎”，这是继“人民搜索”後第二个由官方媒体控制的搜索引擎。2011年8月24日 中国移动與深圳上市的安徽科大讯飞信息科技股份有限公司簽訂了股份認購協議及戰略合作協議，當中以13.63億元人民幣認購科大訊飛約15%權益7027.39萬股每股發行價19.4元股份有三年禁售期。根據戰略合作協議，雙方將在智能語音、智能語音雲服務、智能語音技術和創新產品等方面建立戰略合作。
2012年9月7日在香港成立中國移動通信集團金融投資有限公司（公司註冊處注册号：1797630）。
2014年10月9日，中國移動成立新媒體集團「咪咕文化科技集團公司」，分拆成音樂、視頻、閱讀、遊戲、動漫5間子公司，中移動將分三年向新媒體集團注資104億元(人民幣，下同)，冀望在2015年1月正式投入運營。
2014年12月9日，香港通訊辦公佈中移動香港以近9.74億元價錢投得合共19.6MHz的3G頻譜，新頻譜使用權會在 2016年10月生效，為期15年。
2015年10月14日，中國移動將會向中國鐵塔出售其擁有的鐵塔、機房、配套設備、無形資產、在建工程及工程物資、應付賬款、長期待攤費用及流動資產等。其評估值及賬面值分別為1163.66億元（人民幣．下同）及969.15億元，而中國鐵塔將會向中移動出售511.11億股，約38%股份，每股面值1元，餘額約625.55億元預期會在2017年底前以現金支付。
2021年1月11日，紐約證券交易所把中國移動的美國預托證券（前紐交所上市編號：CHL）除牌。2022年1月5日，中國移動在上海證券交易所上市，籌資487億元人民幣，是中國十年來規模最大的IPO。证券代码为“600941”。
2021年12月28日，中國移動（加拿大）宣布将于2022年1月5日停止运营。

### 下属企业
- 中国移动通信有限公司
- 中国移动香港有限公司
- 中国移动国际有限公司
- ASPIRE控股有限公司